# لوتبينيير (كيبك)
لوتبينيير (بالإنجليزية: Lotbinière, Quebec)‏ هي بلدية محلية في كيبيك تقع في كندا في Lotbinière Regional County Municipality. يقدر عدد سكانها بـ 887 نسمة ومساحتها 100.00 كم2 .

## أعلام
- تشارلي انجلوا